# Reince Priebus
Reinhold Richard "Reince" Priebus [raɪns ˈpriːbəs], född 18 mars 1972 i Kenosha, Wisconsin, är en amerikansk jurist och republikansk politiker.
Priebus var Vita husets stabschef mellan den 20 januari 2017 och 28 juli 2017 i president Donald Trumps kabinett.

## Karriär
Priebus avlade kandidatexamen i statsvetenskap vid University of Wisconsin 1994 och juristexamen vid University of Miami 1998.
Priebus var ordförande för republikanerna i Wisconsin mellan åren 2007–2009 och efterträdde Michael Steele som RNC-ordförande i januari 2011.
Priebus spelade en central roll i Donald Trumps valkampanj i samband med presidentvalet i USA 2016, eftersom RNC bidrog med ovanligt mycket praktiskt stöd till kampanjorganisationen. Trump vann presidentvalet och den 13 november 2016 utsåg han Priebus till Vita husets stabschef. Priebus och Trumps kabinett tillträdde den 20 januari 2017. Priebus sparkades av Trump den 28 juli 2017. Hans efterträdare blev inrikessäkerhetsminister John F. Kelly.